# Makoto Itoh

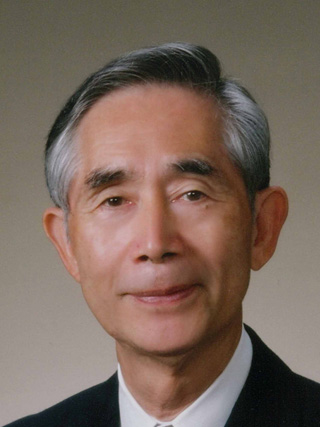
Makoto Itoh

Makoto Itoh (japanisch 伊藤 誠, Itō Makoto; * 20. April 1936 in der Präfektur Tokio; † 7. Februar 2023) war ein japanischer Ökonom und Theoretiker auf dem Gebiet der marxschen Werttheorie. Sein Hauptwerk ist Value and Crisis. Er war ein Schüler von Kozo Uno.
Ab 1980 lehrte er an seiner Alma Mater der Universität Tokio, später an der Kokugakuin-Universität und der Kokushikan-Universität.

## Publikationen (Auswahl)

### Hauptwerk
- Itoh, Makoto: Value and Crisis, New York 1980.

### Weitere Publikationen
- Itoh, Makoto: Money and credit in socialist economies: A reconsideration.
- Itoh, Makoto: Political Economy for Socialism. Basingstoke, London 1995.
- Itoh, Makoto: The Burst of Bubble and Political Economy of the 1990s Depression. (PDF) (196 kB)